# Shōhei
Shōhei (japanska: 貞治?, Shōhei), 1346–1370, är en period i den japanska tideräkningen, vid det delade Japans södra tron. Under shōhei infaller vid den norra tronen  Jōwa, Kanō, Bunna, Enbun, Kōan, Jōji och Ōan. Kejsare vid den södra tronen var Go-Murakami och Chōkei. Shoguner var i tur och ordning Ashikaga Takauji, Ashikaga Yoshiakira och Ashikaga Yoshimitsu.
En period med samma namn (samma kinesiska tecken) men annat uttal infaller i Kina mellan 451 och 452 hos Norra Weidynastin under De sydliga och nordliga dynastierna